# Spielmobil

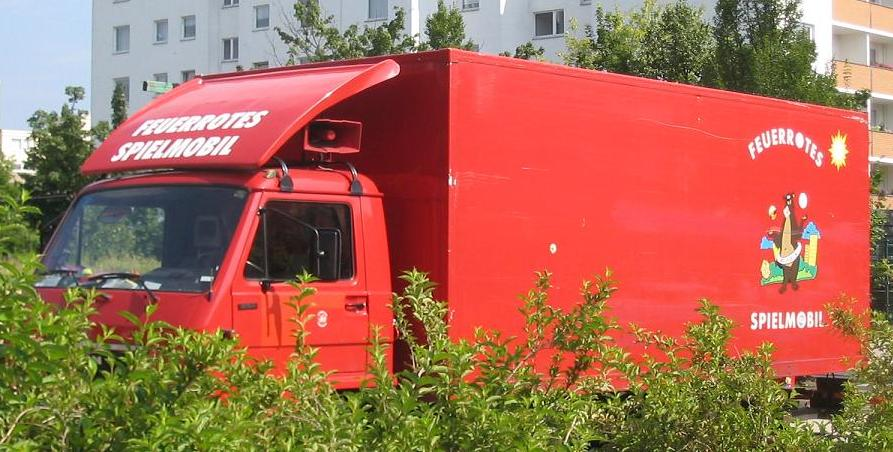
Feuerrotes Spielmobil des Berliner Bezirks Neukölln

Spielmobile sind mit Spielmaterial und -geräten ausgestattete Kraftfahrzeuge, Bauwagen, oder ähnliche mobile Einrichtungen, die zu bestimmten Zeiten bestimmte Plätze (z. B. Grünflächen, Spielplätze, Schulen) anfahren, um dort als Ergänzung oder Ersatz für fehlende Spielmöglichkeiten Spielangebote zur Verfügung zu stellen. Diese „Rollenden Kinder- und Jugendzentren“ befinden sich in der Regel in freier oder kommunaler Trägerschaft (z. B. Jugendringe, Jugendverbände, Kirchen, andere Träger der freien Jugendpflege).
Die Aufgabe von Spielmobilen ist es, die Bewegungsentwicklung und Kreativität zu fördern, Spiel-Räume zu schaffen, die Spielmöglichkeiten zu verbessern, Treffpunkte und Kommunikationsmöglichkeiten für Kinder zu ermöglichen. Spielmobile werden auch als sogenannte Mobile Arbeitsfelder im Sinne pädagogisch betreuter Spielplätze bezeichnet.

## Konzeptionelle Ausrichtungen
Die Arbeit der Spielmobile in der Bundesrepublik ist unterschiedlich konzeptionell ausgerichtet und insgesamt sehr heterogen organisiert. Dies ist einerseits Ausdruck der unterschiedlichen Trägerschaften der Spielmobile, erklärt sich aber maßgeblich mit den pädagogischen Konzepten die hinter der Arbeit steht. Dabei können zwei Haupttendenzen unterschieden werden, die sich nicht feindlich, aber in ihrer Ausrichtung gegensätzlich gegenüberstehen. Dies ist auf der einen Seite eine sozialpädagogische und auf der anderen Seite eine kulturpädagogische Ausrichtung. Die sozialpädagogische Motivation sieht einen kompensativen Auftrag, gesellschaftlichen Defiziten durch sozialpädagogisches Wirken (Sozialpädagogik) entgegenzuwirken. Dabei soll gerade in sozialen Brennpunkten das Angebot für Kinder und Jugendliche ergänzt werden, um individuelle Defizite (motorische Unterentwicklung, geringes Bildungsniveau, geringe Soziale Kompetenz etc.) aufzufangen.

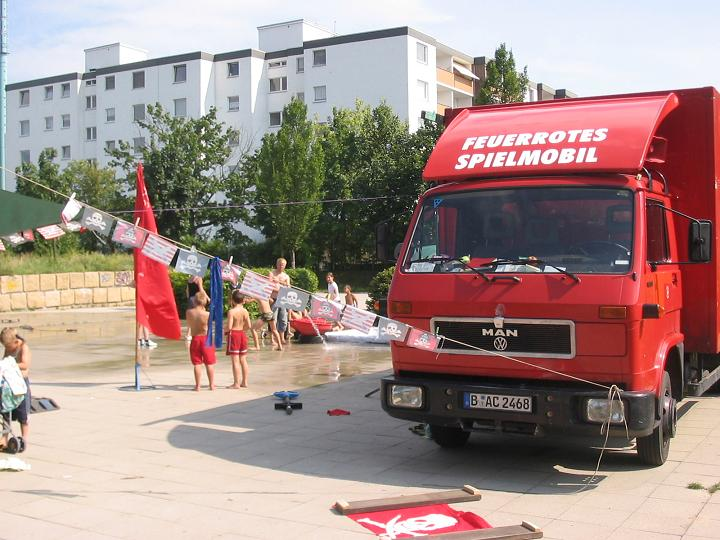
Feuerrotes Spielmobil Berlin-Neukölln

Ziel einer kulturpädagogischen Arbeit (Kulturpädagogik) ist es hingegen Lern- und Bewusstseinsprozesse zu initiieren. Dabei ist Kulturpädagogik Instrument, Experimentierfeld, anregungsreicher Raum, in dem sich Menschen neuen Ideen und Entwicklungen stellen können. Dem passiven Kulturkonsum wird bewusst das eigene aktive schöpferische Tun entgegengesetzt.
Trotz der Unterschiede in der konzeptionellen Ausrichtung arbeiten die Spielmobile intensiv mit den kommunalen Jugendförderungen zusammen.
Der Spielmobil-Ansatz vereint somit Elemente der Erlebnispädagogik und Spielpädagogik als Methoden der sozialen Arbeit.
Spielmobile e.V. Bundesarbeitsgemeinschaft der mobilen spielkulturellen Projekte listet in ihrem Spielmobil-Lexikon verschiedene Typen nach Konzepten, Gerätschaften und Einsatzorten wie Sportmobile, Spaßmobile, Aktionswerkstatt-Mobile, Gestaltungswerkstatt-Mobile, Mobile Spielotheken, Rollende Spielplätze, Generationsübergreifende Spielmobile, Mobile für Jugendliche.
Beispiele der Mobilitätsgestaltung mit unterschiedlichen Fahrzeugen in der aufsuchenden Sozialarbeit:
- Lastkraftwagen
- Kleinbus
- Rettungswagen
- Feuerwehrfahrzeug
- Anhänger
- Bauwagen
- Wohnwagen

## Geschichte und Entwicklung

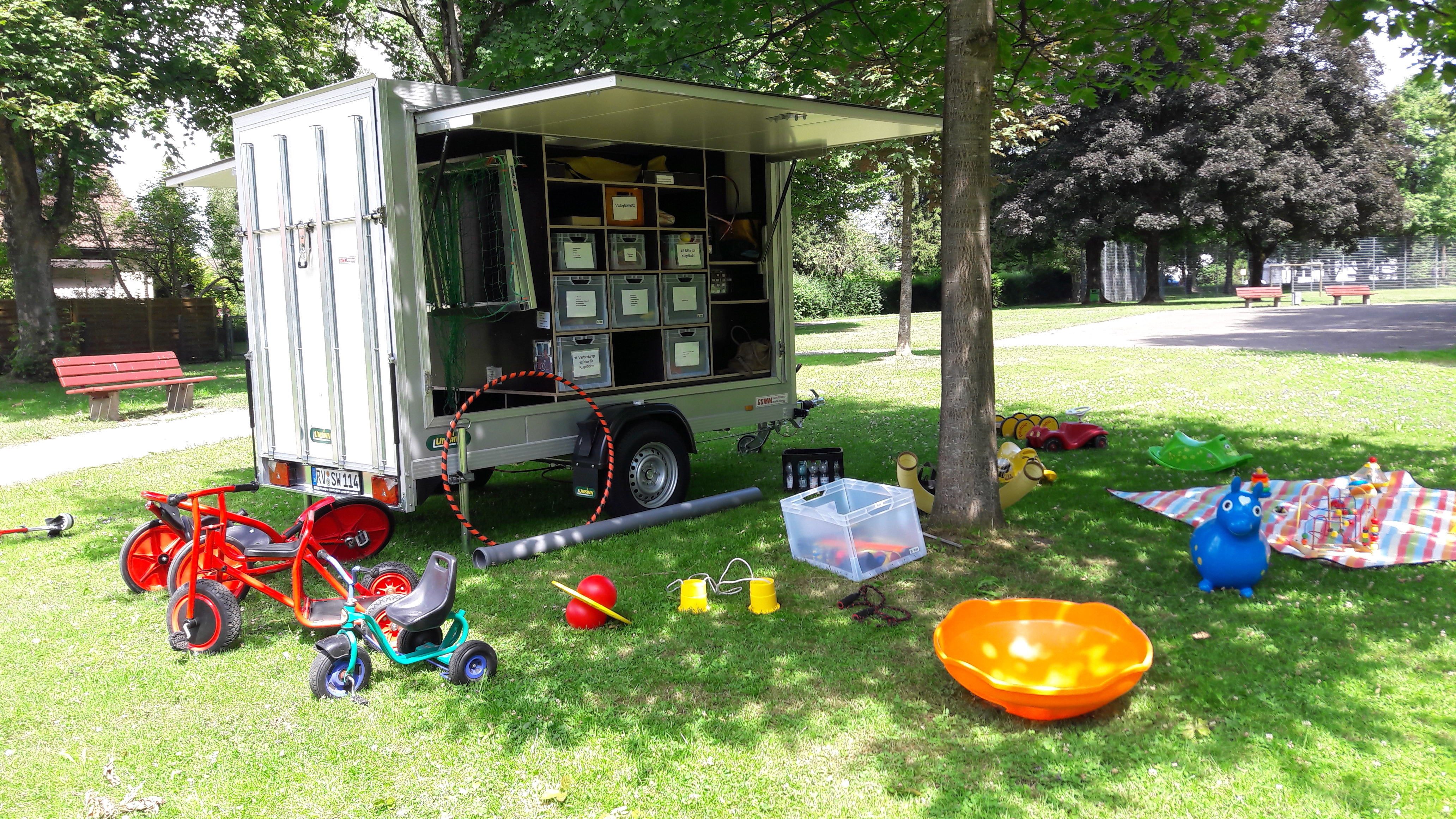
Spielmobil der Stadt Weingarten

Die genaue Entstehung des Spielmobiles ist unbekannt, die Verbreitung dieser Einrichtungen begann um 1970 in Westdeutschland und war ursprünglich eine Bewegung, der Industrialisierung und der damit verbundenen Verbannung von Kindern in dem damaligen Lebensraum entgegenzuwirken.
Die Spielmobil-Bewegung entstand parallel zur Abenteuerspielplatz-Bewegung, die sich Ende der 1960er und Anfang der 1970er Jahre als alternative Methode bei der Entwicklung offener Kinder- und Jugendarbeit etablierte.
Von Sommer 1972 bis 1981 wurde im ARD-Programm eine Fernseh-Kinderserie mit insgesamt 184 Folgen unter dem Titel Das feuerrote Spielmobil gesendet.
Durch die Suche nach alternativen und innovativen Methoden der Kinderarbeit im Internationalen Jahr des Kindes 1979 und durch das Umdenken der Politik (Die Kinder von heute sind die Wähler von morgen), dessen Produkt das reformierte KJHG (gültig seit 1991, hier besonders §§ 3 und 8, sowie §§ 79 und 80) ist, erfuhr der mobile Ansatz eine Aufwertung und eröffnete damit Möglichkeiten zu einer Welt, die für Kinder wünschenswert und voller Entfaltungsmöglichkeiten ist. Es liefert den Rahmen für die Gestaltung von Lebensräumen für Kinder.
Viele Spielmobile betätigen sich neben ihrer sozialpädagogischen oder kulturpädagogischen Arbeit als Veranstalter von Spielfesten oder Anbieter von Spielgeräten für Veranstaltungen. Dabei kommen dann maßgeblich spektakuläre Spielgeräte wie Rollenrutschen, Hüpfburgen oder Kletterwände zum Einsatz.

## Träger
Die Spielmobile sind in kommunaler oder freier Trägerschaft. Viele Spielmobile (besonders freier Träger) sind in der Bundesarbeitsgemeinschaft Spielmobile zusammengeschlossen. Diese fördert den konzeptionellen Austausch, organisiert Spielmobil-Treffen und dokumentiert die Arbeit der Spielmobil-Bewegung. Sie betreibt die Website spielmobile.de, über die bundesweit Spielmobile direkt erreicht werden können und bietet Informationen sowohl konzeptioneller wie auch praktischer Art an.

## Spielmobilkongress
Spielmobilkongresse bieten seit Ende der 1970er Jahre Gelegenheiten mit wechselnden Schwerpunktthemen zum Austausch zwischen Trägern, Förderern und Interessierten für Spielfeste, Workshops, Praxis- und Projektberichte und Vorträge zum aktuellen Wissensstand.
Bisherige Spielmobilkongresse

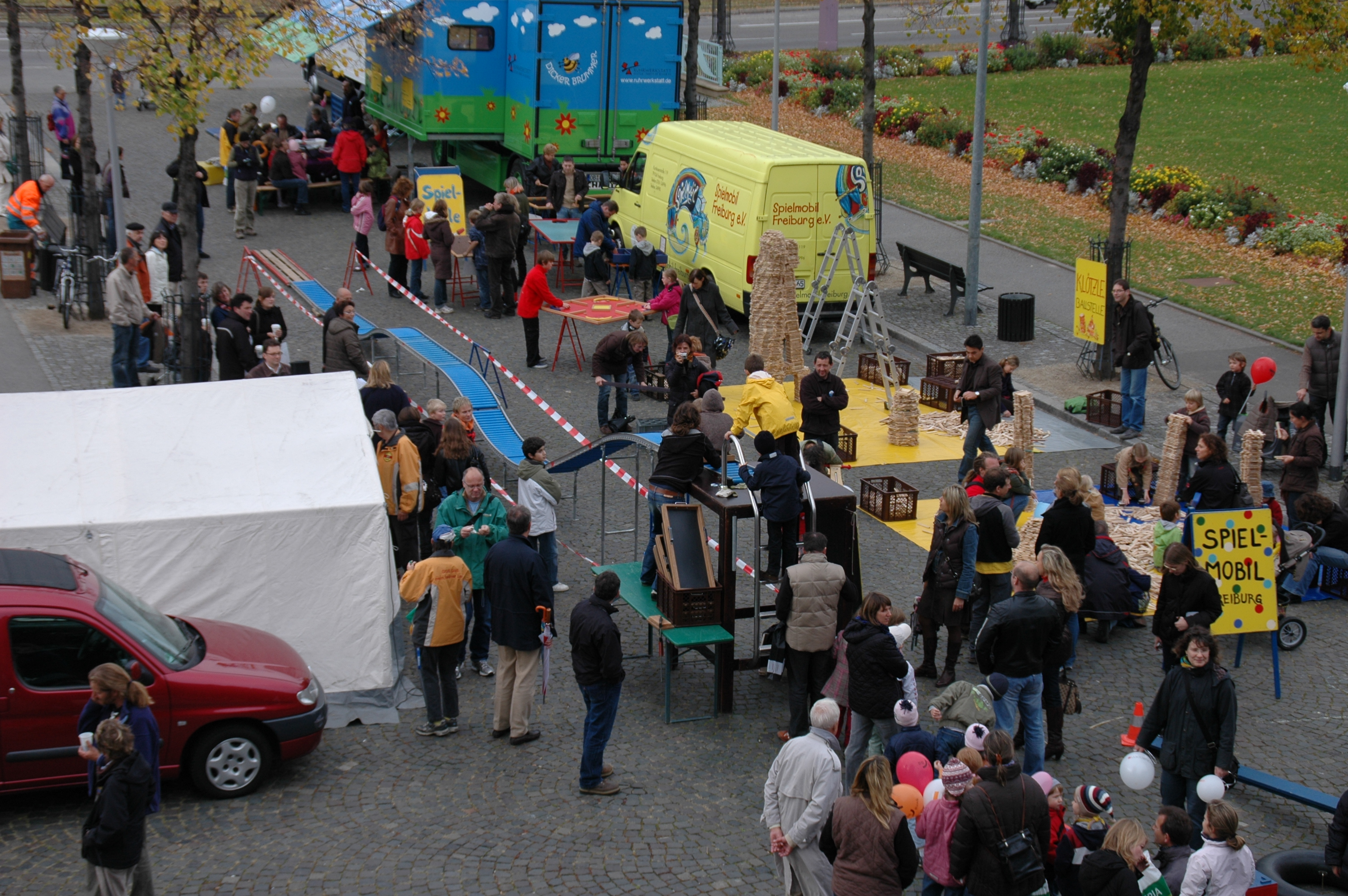
Spielfest beim 37. internationalen Spielmobilkongress am Mannheimer Wasserturm

- 52. Oer-Erkenschwick, Kreis Recklinghausen 2024, Schwerpunktthema: KOMMSTE RAUS SPIELEN?, Veranstalter: Verein für Jugendheime e.V. Recklinghausen / MaKi-Mobil Marl
- 51. Kassel 2023, Schwerpunktthema: GROW TOGETHER, Veranstalter: Spielmobil Rote Rübe e.V. – Verein für mobile Kinder- und Jugendarbeit

- 50. Pforzheim 2022, Schwerpunktthema: Mensch-Spiel-Zukunft, Veranstalter: Spielmobil MOKI des SJR Betriebs gGmbH
- 49. Darmstadt 2021, Schwerpunktthema: Her mit dem Freiaum!, Veranstalter: Das Rotzfreche SPIELMOBIL der SJD, Die Falken Darmstadt e.V.
- 48. "Virtualien" / Digital, Schwerpunktthema: Spielmobile auf APPwegen, Veranstalter: Spielmobile e.V.
- 47. München 2019, Schwerpunktthema: Jetzt erst Recht auf Spiel!?, Veranstalter: Echo e.V., PA/SPIELkultur e.V., Spiellandschaft Stadt e.V.
- 46. Bayreuth 2018, Schwerpunktthema: Macht Spiele!, Veranstalter: Spielmobil Bayreuth & Wundersam anders e.V.
- 45. Karlsruhe 2017, Schwerpunktthema: Rettet das Spiel!, Veranstalter: MOBI – Mobile Spielaktion Karlsruhe
- 44. Burghausen 2016, Schwerpunktthema: Spiel-Arbeit, Arbeit-Spiel – die spielen ja nur!, Veranstalter: Städtisches Freizeitheim (FZH) der Stadt Burghausen mit Unterstützung des Grünholzmobils
- 43. Baunatal 2015, Schwerpunktthema: Spiel(T)räume, Veranstalter: Spielmobil Augustine – Stadt Baunatal
- 42. Bonn/ Akademie Remscheid 2014 „Bespielbare Welt - Begreifbare Welt“, Veranstalter: ABA Fachverband Offene Arbeit mit Kindern und Jugendlichen e.V. // Akademie Remscheid
- 41. Hamburg 2013 „Kinder-Rechte-Stärken“, Veranstalter: SpielTiger, Hamburg
- 40. Dresden 2012 „spielend forschen“
- 39. Essen 2010 „Veränderte Kindheit“, Veranstalter: ABA Fachverband Offene Arbeit mit Kindern und Jugendlichen e.V.
- 38. Freiburg 2009 „Spielen - Leben - Lernen, Beiträge der Spielmobile zu einer ganzheitlichen Bildung“
- 37. Mannheim 2008 Schwerpunktthema „Zukunft im Quadrat“
- 36. Luxemburg 2007 Schwerpunktthema „Migration der Spiele - Spiele der Migranten“
- 35. Friedrichshafen 2006 Schwerpunktthema „Schule und Spiel“
- 34. Turin 2005 Schwerpunktthema “time TO play”
- 33. Nordhausen 2004 Schwerpunktthema „AbenteuerSpielStadt“
- 32. Leipzig 2001 Schwerpunktthema „Homo ludens - der spielende Mensch zwischen Tradition und Umbruch“
- 31. München 2000 Schwerpunktthema „Der mobile ’homo ludens’ im digitalen Zeitalter“
- 30. Weimar 1999 Schwerpunktthema „Und sie spielen trotzdem - Spiel in Bewegung“
- 29. Flensburg 1998 Schwerpunktthema „Spielräume“
- 28. Zillertal Tirol 1997 Schwerpunktthema „Schwierige Kinder“
- 27. Brixen Südtirol 1996
- 26. Zürich 1995
- 25. Freiburg 1994
- 24. Hamburg 1993
- 23. Chemnitz/ Augustusburg (Sachsen) 1992
- 22. Salzburg 1991
- 21. Karlsruhe 1990
- 20. Oldenburg 1989
- 19. Stuttgart 1989
- 18. Friedrichshafen 1988
- 17. Düsseldorf 1988: Schwerpunktthema „Spielmobilarbeit in anderen Ländern“
- 16. Graz 1987
- 15. Berlin 1987
- 14. Luxemburg 1986
- 13. München 1986
- 12. Wien 1985
- 11. Bozen 1985
- 10. Friedrichshafen 1984
- 9. Bern 1984
- 8. Essen 1983
- 7. München 1983
- 6. Bielefeld 1982
- 5. Bärental im Elsass (Veranstalter Karlsruhe) 1981
- 4. Graz 1981
- 3. Marl 1980
- 2. Berlin 1980
- 1. Burgstall im Zillertal (Veranstalter PA München) 1979